# I. Miklós montenegrói király
I. Miklós Mirkov Petrović-Njegoš király (cirill ábécével: Краљ Никола I Мирков Петровић-Његош) (1841.  október 7. – 1921. március 1.) Montenegró egyetlen királya volt. Királyként 1910-től 1918-ig, fejedelemként 1860-tól 1910-ig uralkodott. Költészettel is foglalkozott, az Onamo, 'namo szerzője.

## Élete

### Fiatalkora (1841–1860)
Njeguši falvában született, a Petrović-ház ősi birtokán. Nagynénje javaslatára a párizsi Lycée Louis-le-Grand-ba küldték tanulni, de a francia főváros légköre korántsem ragadta meg annyira, mint hazája. Még mindig Párizsban volt, mikor nagybátyját, I. Danilót meggyilkolták, s ezzel megörökölte a hercegi trónt, amelyet 1860. augusztus 31-én foglalt el. Novemberben feleségül vette Milenat, Petar Vukotić vajda leányát.

### A hercegség (1860–1910)
Az elkövetkezendő békés időszakban számos reformot hajtott végre mind az államigazgatás, a hadsereg és a közoktatás terén. Az ország több háborúba keveredett 1862 és 1878 között az Oszmán Birodalommal. 1867-ben találkozott III. Napóleonnal, majd 1878-ban látogatást tett Oroszországban, ahol II. Sándor cár szívesen fogadta. Ezt követően vendégeskedett a berlini és bécsi udvarban is. Az oroszországi látogatás és a cári család rokonszenve később sok hasznot hozott Montenegrónak.
1876-ban háborút indított a törökök ellen, és több sikeres hadjáratot folytatott: 1877/78 során elfoglalta Nikšićet, Bart és Ulcinjt. A montenegrói államhatárt sikeresen előretolta, és adriai tengerpartot szerzett hazája számára. Háborúját az 1389-es rigómezei vereség megbosszulásaként értelmezte.
A montenegrói függetlenséget 1878-ban a Berlini kongresszus elismerte, és a következő néhány évtizedben a kis hegyvidéki ország a körülményekhez képest jelentős virágzásnak indult. Nem egy európai uralkodónál is látogatást tett 1883 és 1898 között.
1905-ben létrejött az első montenegrói alkotmány, illetve Miklós utasítására a nyugat-európai jellegű  sajtószabadság és törvénykezés is megjelent az országban. 1906-ban az állam saját valutát vezetett be, a perpert.

### A királyság és utána (1910–1921)
Az uralkodó 1910. augusztus 28-án felvette a királyi címet. Amikor kitört a Balkán-háború 1912-ben, a legkeményebb eszközöket is megragadta, hogy a török uralom alatt álló európai részekről kiüldözze az oszmánokat. Az 1914-ben kezdődött első világháborúban az elsőként küldte seregeit Szerbia segítségére, hogy közösen véget vessenek az Osztrák–Magyar Monarchia balkáni hatalmának.  A világháború után a délszláv területek, s így Montenegró is egyesült a  Szerb–Horvát–Szlovén Királyságban, amit 1929-ben Jugoszláviára nevezték át, így Miklós hatalma szertefoszlott. Franciaországi száműzetésbe vonult, de trónigényéről 1921-es haláláig sem mondott le. Testét Olaszországban, Sanremóban, az orosz ortodox Megváltó Krisztus-templomban helyezték végső nyugalomba. Feleségét, Milena királynét és kettőt tizenkét gyermekük közül 1989-ben újratemettek Montenegróban.

## Forrásművek
- Encyclopaedia Britannica, 1911-es kiadás